# Julie Nicolaes
Julie Nicolaes, née le 1er janvier 2004 à Boorsem, est une coureuse cycliste professionnelle belge. Spécialiste de la piste, elle court également sur route.

## Biographie
Julie Nicolaes s'illustre très tôt sur la piste, décrochant le titre de championne de Belgique junior du 500m en 2021, puis la médaille de bronze du championnat du monde junior en 2022, toujours sur la même distance. Aux championnats d'Europe junior 2022, elle décroche l'argent sur le 500m et le bronze sur le sprint.
En 2023, elle signe un contrat professionnel de 3 ans avec l'équipe Lotto Dstny Ladies,. Bien qu'encore en catégorie espoirs, elle bat le record de Belgique du 500 mètres lors du Championnats d'Europe espoirs.
En 2024, elle décroche son premier titre chez les élites sur le 500m. Elle est alors sélectionnée pour représenter la Belgique aux Jeux olympiques de 2024, où elle s'aligne sur le keirin et la vitesse individuelle.

## Palmarès sur piste

### Jeux olympiques
- Paris 2024
  - 19e du keirin
  - 24e de la vitesse individuelle

### Championnats du monde
| Édition / Épreuve       | 500 mètres | Vitesse |
| Tel Aviv 2022 (juniors) | Bronze     | Bronze  |

### Championnats d'Europe
| Épreuve / Édition     | 500 mètres | Vitesse |
| Anadia 2022 (juniors) | Argent     | Bronze  |
| Anadia 2023 (espoirs) | Argent     |         |

### Championnats de Belgique
- 2024
  -  Championne de Belgique du 500m